# Algar do Carvão

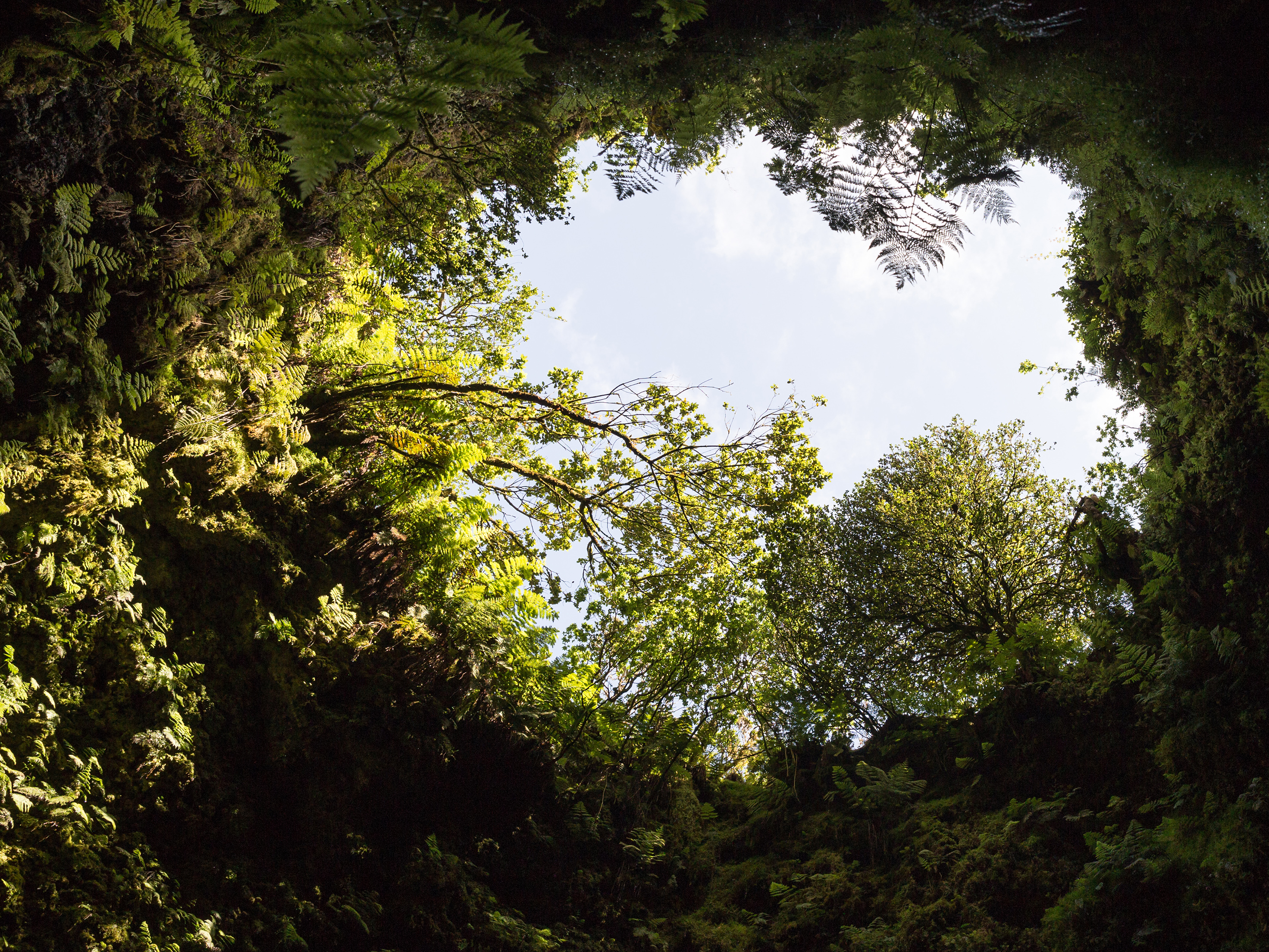
Algar do Carvão, Terceira: boca do algar.

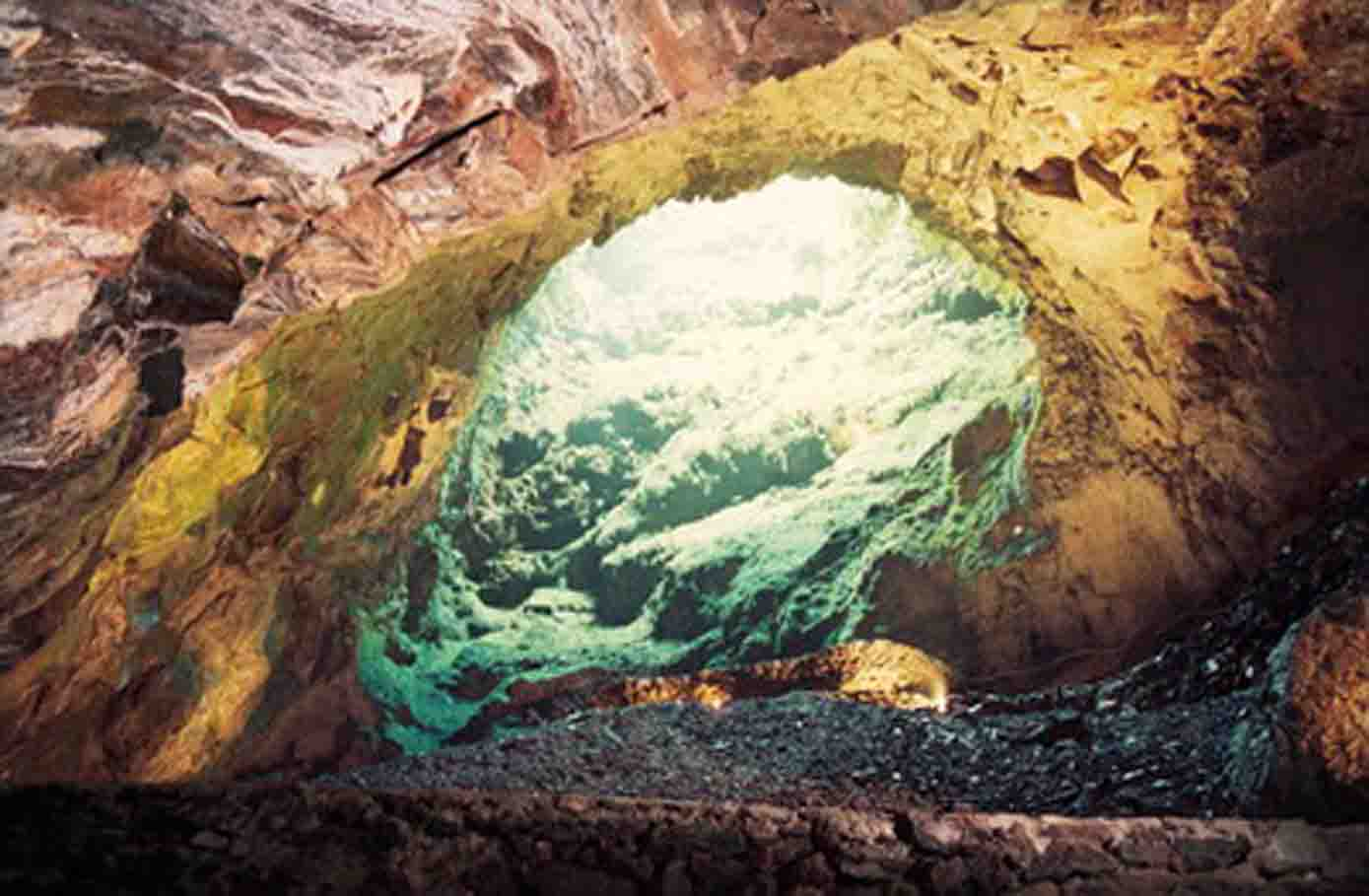
Algar do Carvão, Terceira: boca do algar.

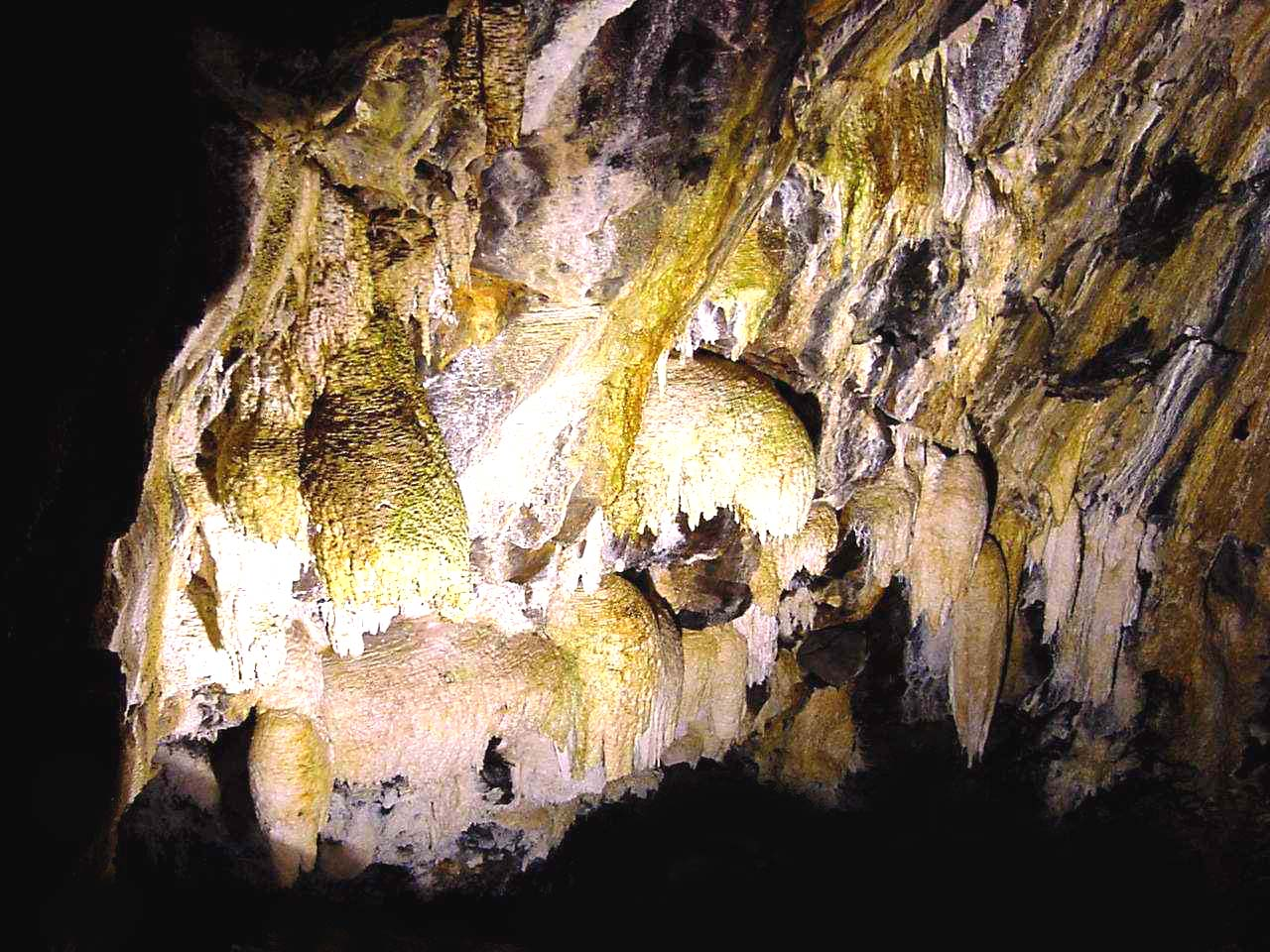
Algar do Carvão, Terceira.

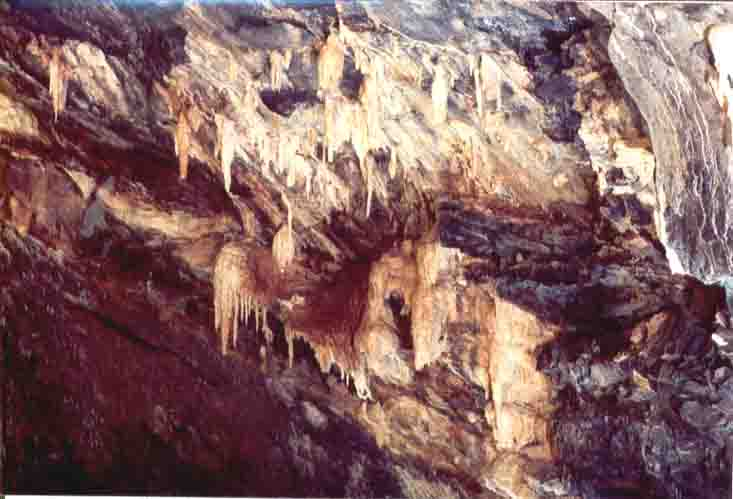
Algar do Carvão, Terceira: formações do tecto.

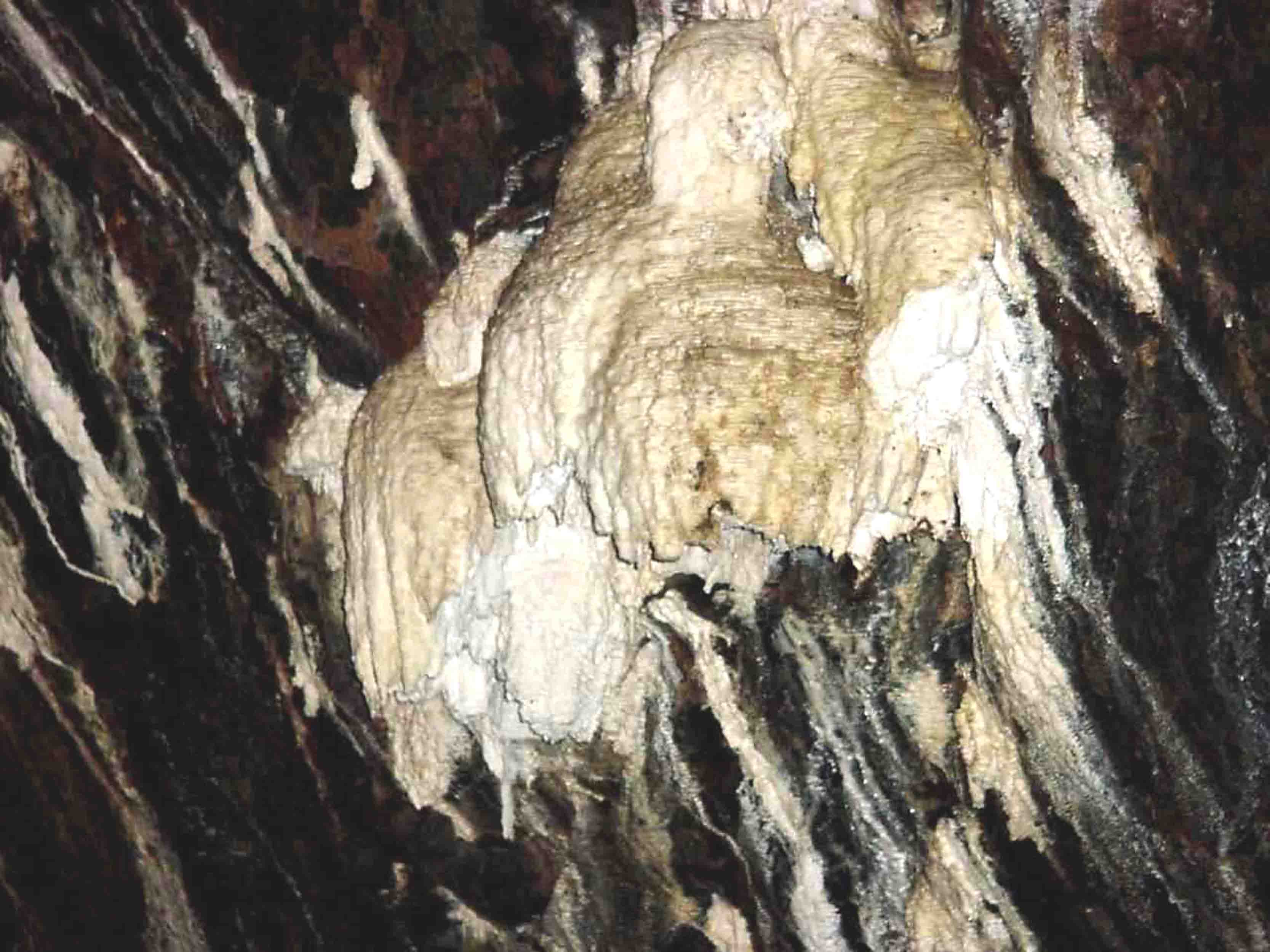
Algar do Carvão, terceira: estalactites.

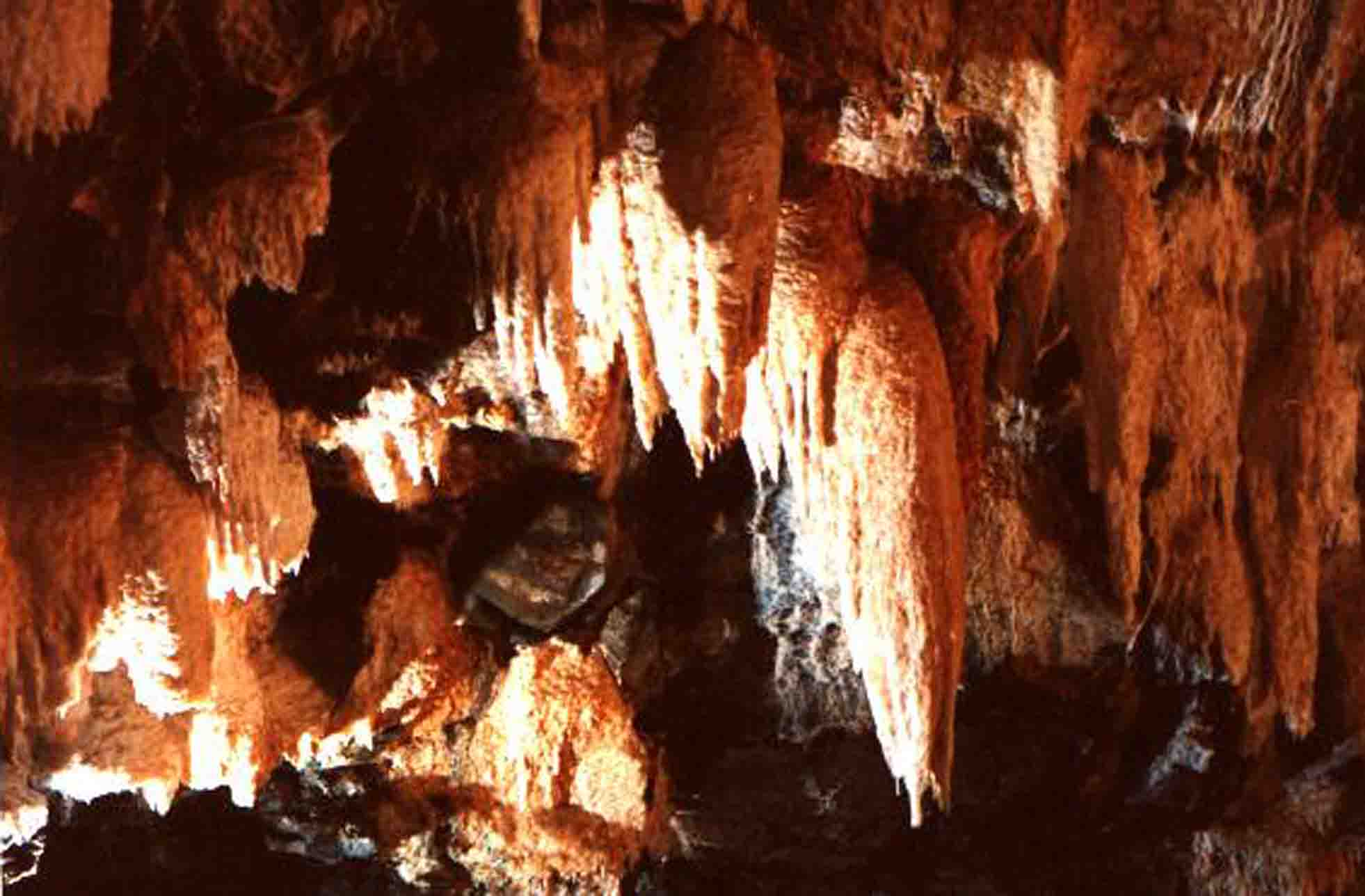
Algar do Carvão, Terceira: estalactites.

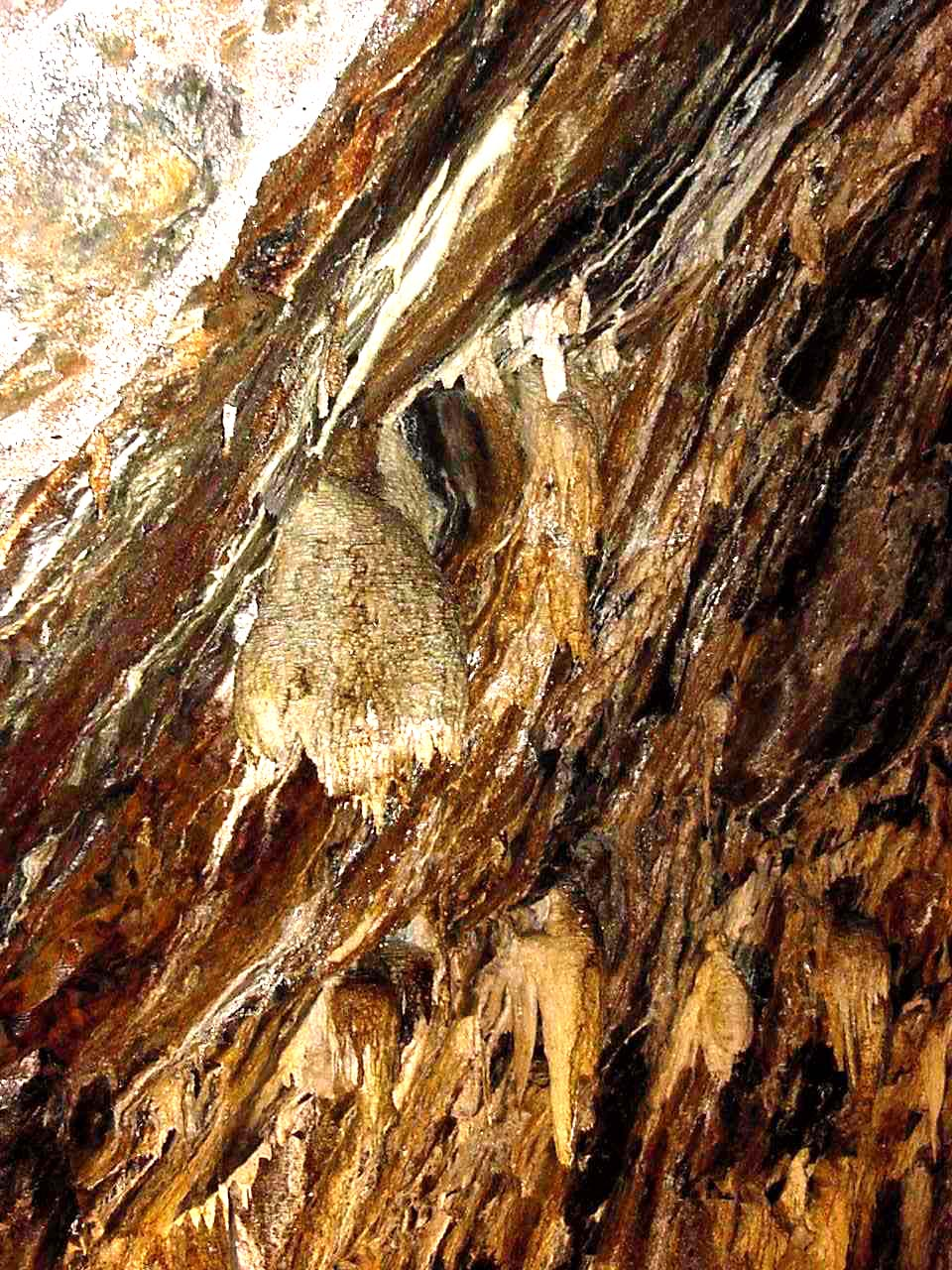
Algar do Carvão, Terceira: formações de sílica.

O Algar do Carvão localiza-se na freguesia do Porto Judeu, no concelho de Angra do Heroísmo, na ilha Terceira, nos Açores.
Compreendido na Caldeira Guilherme Moniz, um antigo vulcão adormecido, neste Algar os visitantes podem descer até cerca de 100 metros de profundidade, e observar estalactites únicas no mundo pelas suas características de silicatos, e uma lagoa subterrânea, de águas cristalinas. Está classificado como Monumento Natural Regional.

## Características
A uma altitude de cerca de 550 metros acima do nível do mar, a área apresenta 40,5 hectares e inscreve-se num cone vulcânico que integra a chamada "Zona Basáltica Fissural", entre os maciços vulcânicos da serra de Santa Bárbara, a Oeste, o Pico Alto, a Norte, e o de Guilherme Muniz, a Sul. O Algar é constituído por uma chaminé vertical com 45 metros de Altura, alargada junto à base. O grande aparelho vulcânico do Guilherme Moniz, tem por face voltada a sul a parte anterior da serra do Morião ou Nasce Água. Há relativamente pouco tempo, falando em tempo geológico aconteceu uma nova erupção que deu origem ao cone vulcânico extravasado do Pico do Carvão, que vai a 639 metros de altitude. Segundo o artigo publicado no Jornal Diário Insular de Domingo, dia 20 de Maio de 2001 página 8 e 9, o Algar do Carvão teve início na “ … grande erupção, conhecida como "do Pico Alto", que ocorreu a norte do aparelho vulcânico do Caldeira Guilherme Moniz Já existente, formou um maciço traquítico de dimensões consideráveis que prolongou em muitos quilómetros os limites da ilha então existente. As suas lavas espraiaram-se em longas extensões sobre as quais, mais tarde, uma sequência de centros eruptivos, também eles maioritariamente traquíticos, tomaram lugar, acentuando a orografia deste maciço.
Ainda mais tarde, uma nova erupção, desta vez basáltica, rasgou o solo e iniciou um processo que levaria à formação de um vulcão estromboliano, constituído por dois cones, na sua parte superior composto de escórias (piroclastos de bagacina), que teve uma fase efusiva muito rica, produzindo rios de lava ácida muito fluídas que carbonizavam à passagem toda a vegetação que aí existia. A datação de um dos fósseis então formados, um tronco provavelmente de Cedro-do-mato (Juniperus brevifolia) queimado envolvido pela lava, numa pedreira no lugar da Barraca, deu para esta erupção a idade de 2148 ( ± 115 anos) (Zbyszewski 1971). )
As lavas deste vulcão bastante fluidas e abundantes encheram parte da caldeira Guilherme Moniz enchendo uma lagoa de apreciáveis dimensões que ocupava toda a área da antiga caldeira e transbordaram desta, formando dois grandes rio de lava. Um correu para NE, em direcção às Lajes, estendendo-se 7 quilómetros. O outro, correndo para Norte, atingiu a costa da freguesia dos Biscoitos, depois de percorrer cerca de 9 quilómetros até encontrar o mar.  Segundo o artigo publicado no Jornal Diário Insular de Domingo, dia 20 de Maio de 2001 página 8 e 9, o Algar do Carvão a ("…lava, designada por lava jovem, que extravasou do cone, que mais tarde viria a ser chamado de "Pico do Carvão" (por razões de que não há certezas), expelida de grande profundidade, pela elevada fluidez da sua consistência, avançou com grande velocidade e, após preencher e "nivelar" a caldeira do Guilherme Moniz, transbordou em seguida para NE dando origem ao Biscoito das Pontinhas, prolongando-se até ao mar, por um total de 7 km, formando a Caldeira das Lajes (Madeira 2000,c.o.). Outra língua da mesma lava rumou para Sul atingindo a costa da ilha na freguesia da Feteira, formando à passagem o derrame sobre o qual está o aterro intermunicipal da ilha, e junto ao mar o que hoje é conhecido por "Fajã do Ficher", depois de percorrer cerca de 9 km de extensão (Zbyszewski 1971)".
Bastante antes de 1893 já se  sabia da existência deste Algar, no entanto a falta de acesos que permitissem o transporte do material necessário à sua exploração, e mesmo a falta de muito deste material fez que o primeiro relato de uma descida ao Algar do Carvão date de (como afirma o artigo publicado no Jornal Diário Insular de Domingo, dia 20 de Maio de 2001 página 8 e 9) ( "… 26 de Janeiro de 1893, com a simples utilização de uma corda, levada a cabo por Cândido Corvelo e José Luís Sequeira. A segunda descida foi efectuada por Didier Couto, em 1934, que elaborou um primeiro perfil do Algar. Um esboço que, suportado apenas pelas observações possíveis, uma vez que a iluminação natural teima em não chegar a toda a extensão da cavidade, se viria a revelar no entanto de bastante valor e rigor.
Apenas a 18 de Agosto de 1963, foram possíveis descidas organizadas ao interior do Algar, por um grupo de entusiastas que mais tarde se haviam de organizar em associação, com recurso a uma "Cadeira" e mais tarde a um "Calção", havendo então oportunidade de ser devidamente explorado.
Agora, (…) com recurso a sistemas de iluminação portáteis mais eficientes foi possível a progressão no Algar de forma a perscrutar até ao mais remoto e ínfimo buraco. Com a recolha de elementos caídos no chão foi possível trazer à luz do dia e aos olhos de todos uma mostra de alguns dos materiais que componham a gruta, deixando antever as possibilidades, àqueles que ainda não haviam entrado.)
As formações geológicas dos Açores: grutas, tubos lávicos e neste caso um Algar tem muitas vezes uma fauna única e endógena da mesma que as diferencias de ilha para ilha e mesmo dentro da mesma ilha. A morfologia desta gruta também variam conforme os materiais que as constituem permitindo uma grande variedade de formas:
Segundo o mesmo artigo publicado no Jornal Diário Insular de Domingo, dia 20 de Maio de 2001 página 8 e 9.
( "… Não raras vezes o interior das (…) cavidade vulcânicas (dos Açores) possuem bonitos cenários naturais. A  este respeito o Algar do Carvão, só por si, será o exemplo mais expressivo nos Açores e encerrará a prova mais eloquente de quanto se possa dizer. 
Trata-se de uma notável chaminé vulcânica revestida internamente de formações siliciosas, alargada na parte basal e terminando numa lagoa de águas límpidas. Ao contrário do que geralmente se verifica noutros casos a chaminé desta vulcão não se acha completamente obstruída, (quer por preenchimentos ou por desabamentos), o que constitui caso não muito frequente nesta região.
A erupção que lhe deu origem numa primeira fase, ao forçar e tentar romper o derrame traquítico, já existente e que constituía uma barreira natural de consistência pouco "colaborante", formou a zona da lagoa e as duas abóbadas sobre a mesma.
Posteriormente numa nova tentativa de evasão, as lavas basálticas, romperam mais ao lado da actual chaminé, com saída para o exterior. Na sua fase final o magma desceu para o interior das condutas mais profundas e da câmara magmática, dando origem, essa ausência quase instantânea do magma, à formação do Algar propriamente dito.
É ainda possível observarem-se algumas capas de basalto que conseguem manter-se coalescentes às paredes traquíticas. Obviamente que os revestimentos da cúpula há muito já caíram, pela força da gravidade e dos movimentos tectónicos.
A boca do algar, com diâmetro de 15 X 20 m, segue-se em profundidade uma vertical de 45 metros, uma rampa de 18 m em desnível e nova vertical concluindo na lagoa, num total de ± 90 metros.
Ao infiltrar-se através das rochas, cinzas e escórias que formam o cone, a água dissolve e é enriquecida em minerais férricos e de sílica. Ao libertar-se, precipitando-se na lagoa, deposita, nas abóbadas, nas paredes interiores e nos pavimentos os minerais sob a forma de estalactites e estalagmites de sílica de cor branca leitosa ou veios férricos avermelhados, produzindo alguns, por oxidação, depósitos de limonite. Esse facto torna distintas as duas abóbadas mais interiores: sobre a lagoa predomina a sílica e sobre o palco predominam os depósitos férricos.
A presença das estalactites de sílica é, em particular, o que mais chama a atenção dos visitantes e mais suscita a sua curiosidade. Análises laboratoriais realizadas este ano (2001) mostram tratar-se de sílica amorfa (Madeira, 2000, com. Oral). Este elemento é passível de ser visto em outros sítios no maciço do Pico Alto, julgando-se que possa estar associado a alguma forma de termalismo que tenha ocorrido e não necessariamente à deposição por arrastamento da camada superior.
Alguns autores, como DIAS (1992), propõe a hipótese da formação dos depósitos deste material, neste algar, estar de alguma maneira relacionada com a presença de determinadas algas, diatomáceas, que possuem na composição do seu organismo elevados teores deste elemento. O que é certo é que estas formações requerem estudos mais aprofundados, que levem no mínimo a justificar tamanha proliferação destas estruturas nas abóbadas do Algar. 
E possível apreciar ainda formações originadas aquando da formação do Algar, como sejam: o revestimento da rocha traquítica, que forma as cúpulas, por uma capa basáltica; a obsidiana de cor negra a revestir algumas paredes ou formando laminas pendentes; escorrências lávicas ocorridas antes da solidificação total da lava ou por macanismos de refusão das paredes; e ainda o curioso molde do que resta de uma possível bolha onde se acumularam gases.
Na parte mais baixa do Algar, encontra-se a lagoa com uma superfície, na melhor época do ano, de 400 m², alimentada por infiltrações pluviais que entram directamente pela boca do Algar ou escorrem saindo dos tectos do algar e ainda por algumas  pequenas nascentes imersas na lagoa. Atinge na parte mais profunda cerca de 15 m de altura de água após os meses mais chuvosos do ano. Em anos pouco pluviosos chega a secar quase completamente.
Pensa-se que a água desaparece indo juntar-se ao lençol freático existente na parte mais baixa da Caldeira Guilherme Moniz, onde a água é captada e tratada para consumo público. Esta lagoa, com as restantes formações da gruta que a circundam, traz uma beleza adicional ao conjunto.
Por aquilo que pode ser observado e pelas questões que suscita a sua importância geológica tem sido assinalada por diversos especialistas nacionais e estrangeiros. …").
Anteriormente inscrito numa Reserva Geológica Natural, pelas suas peculiaridades vulcanológicas, assim como a sua importância em termos de meio-ambiente, a área do Algar do Carvão foi reclassificada como Monumento Natural Regional pelo Governo Regional dos Açores. Encontrava-se ainda, em apreciação pela UNESCO, a candidatura da mesma a Património Mundial da Humanidade.
O Algar está aberto ao público aos fins de semana e feriados diariamente de Maio a 30 de Setembro, entre as 15 e as 17 horas. Outras aberturas extraordinárias poderão ser realizadas noutras ocasiões, desde que haja disponibilidade por parte do Agrupamento "Os Montanheiros", entidade que cuida dos assuntos relacionadas com o Algar.

## Espéciesobserváveis
- Acaricomes phytoseiuli Gen.nov. sp. nov Araneae Linyphiidae
- Porrhomma n.sp. Araneae Linyphiidae
- Trechus terceiranus Coleoptera Carabidae
- Catops coracinus Coleoptera Leiodidae